# Sølv giver arbejde
Sølv giver arbejde er en dokumentarfilm fra 1942 instrueret af Mogens Skot-Hansen.

## Handling
4000 menneskers eksistens afhang under krigen af, at folk solgte deres gamle sølv- og guldting til omsmeltning. Det var afgørende, at de mange specialister i den danske sølv- og guldvareindustri ikke på grund af arbejdsløshed mistede deres færdighed eller forlod faget, hvis vi i fremtiden skulle hævde dansk sølvvarekunsts førerstilling.